# MTV Millennial Awards 2018 (Brasil)
A 1.ª edição dos Prêmios MTV Miaw foi realizada no Credicard Hall, em São Paulo, em 23 de maio de 2018, e foi exibida na MTV Brasil no dia seguinte. Foi apresentada pelo comediante brasileiro Whindersson Nunes. Anitta e Felipe Neto foram os mais premiados com três prêmios cada.

## Apresentações
| Artista(s)                        | Canção(s)                                 |
| --------------------------------- | ----------------------------------------- |
| Pabllo Vittar Attooxxá            | "Então Vai" "Elas Gostam (Popa da Bunda)" |
| Alok Zeeba Iro                    | "Ocean"                                   |
| Jojo Maronttinni                  | "Que Tiro Foi Esse" "Vou Com Tudo"        |
| Haikaiss Whindersson Nunes        | "Rap Lord"                                |
| 1Kilo                             | "Deixe-Me Ir"                             |
| MC Kevinho Tropkillaz Busy Signal | "Papum" "Loko"                            |
| 2B Pollo Cynthia Luz              | "Chama as Amigas pro Baile"               |
| Anitta MC Zaac Maejor             | "Indecente" Vai Malandra"                 |

## Apresentadores
- Whindersson Nunes — apresentador, introduzindo Anitta, MC Zaac e Maejor, Haikaiss
- Nego do Borel e Thaila Ayala — apresentando Crush do Ano
- Dani Russo e Jerry Smith — apresentando Hino do Ano
- Craque Neto — introduzindo os comerciais
- Choque de Cultura — apresentando Melhor Reality
- Ciro Ales e Ricardo Gadelha — introduzindo Alok, Zeeba e Iro
- Mariana Goldfarb e Gabi Lopes — apresentando Selfie do Ano
- Cleo Pires e Niina Secrets — apresentando Insta BR
- Haikaiss — introduzindo 1Kilo
- Aretuza Lovi e Di Ferrero — apresentando Oi, meninas
- KondZilla — introduzindo MC Kevinho, Tropkillaz e Busy Signal
- Luísa Sonza e Projota — apresentando Super Squad
- Nah Cardoso — apresentando Artista Musical
- T3ddy — introduzindo 2B, Pollo e Cynthia Luz
- Taís Araújo — apresentando Transforma MIAW
- Gloria Groove, Rafael Uccman e Porta dos Fundos — apresentando Clipe do Ano
- Karol Conka e Daniel Alves — apresentando Ícone MIAW

## Vencedores e indicados
Os indicados foram anunciados através de uma transmissão ao vivo no Facebook em 2 de abril de 2018. Anitta foi a mais indicada, com nove indicações.
Os vencedores aparecem primeiro e destacados em negrito.
|  | Indica o ganhador dentro de cada categoria. |

| Ícone Miaw | Super Squad |
| --- | --- |
| - Felipe Neto - Anitta - KondZilla - MC Kevinho - Nego do Borel - Neymar - Pabllo Vittar - Whindersson Nunes | - Whindersson Nunes, Tirullipa e Carlinhos Maia - Antonio Tabet, Fábio Porchat, Gregório Duvivier e João Vicente - Christian Figueiredo, Mauro Nakada e T3ddy - Felipe Neto, Luccas Neto e Bruno Correa - Júlio Cocielo, Igão Underground, Muca Muriçoca e Lucas Inutilismo - MC Kevinho, Dani Russo e Mitico - Rezendeevil, Bibi Tatto, Adriano Flores e Pedro Montanari - Tata Estaniecki, Niina Secrets e Mari Saad |
| Crush do Ano | Vício do Ano |
| - Rafael Uccman - Caio Castro - Iza - Jerry Smith - Jojo Maronttinni - Marina Ruy Barbosa - MC Kevinho - Paola Antonini | - South America Memes - Alfinetei - Choque de Cultura - Instasurreal - Lust for LDRV - Miga, sua loca |
| Passinho Viral | Oi, Meninas |
| - Fe Escarião – "Joga Bunda" (Aretuza com part. de Pabllo Vittar e Gloria Groove) - Fit Dance – "Vai Malandra" (Anitta) - Gemeas.com – "Olha a Explosão" (MC Kevinho) - Lucas Hive – "Bumbum de Ouro" (Gloria Groove) - Mete Dança – "Bum Bum Tam Tam" (MC Fioti)"                                               | - Flavia Pavanelli - Bianca Andrade (Boca Rosa) - Manu Gavassi - Nah Cardoso - Niina Secrets |
| Insta BR | Selfie do Ano |
| - Hugo Gloss - Anitta - Bruna Marquezine - Giovanna Ewbank - Marina Ruy Barbosa - Neymar - Pabllo Vittar | - Cocielo, Whindersson, Tata e Luísa Sonza - Anitta e Bob Esponja - Giovanna Ewbank e Bruno Gagliasso - Neymar e Thiaguinho - Pabllo Vittar - Sasha e Bruno Montaleone |
| Shade do Ano | Meme do Ano |
| - Katy Perry vs Taylor Swift - Fifth Harmony vs Camila Cabello - Jelena (Justin Bieber e Selena Gomez) vs Mãe da Selena - Neymar vs Chris Brown - Raissa vs Gabi Prado | - Que tiro foi esse? - Gemidão do Zap - GIFS Gretchen - Menino do Acre - Se juntas já causa |
| Paródia do Ano | Gamer do Ano |
| - "Rebuliço" – Felipe Neto - "Desce no Butantã" – Júlio Cocielo - "Dez Pras Cinco" – Kéfera Buchmann e Felipe Castanhari - "Na Sua Cara" – Whindersson Nunes - "Só da Tu" – Banda A Favorita | - Am3nic - AuthenticGames - Baixa Memória - Bibi Tatto - Malena |
| YouTube do Ano | Aposta Digital |
| - Felipe Neto - Choque de Cultura - Dani Russo - Júlio Cocielo - KondZilla - LubaTV - Porta dos Fundos - Whindersson Nunes | - Blogueirinha de Merda - Becca Pires - Lucas Inutilismo - Marina Morena - Nátaly Neri - Phellyx |
| Fandom do Ano | Pet do Ano |
| - BTS Army (BTS) - Anitters (Anitta) - Beliebers (Justin Bieber) - Camilizers (Camila Cabello) - Lovatics (Demi Lovato) - Selenators (Selena Gomez) - Sheerios (Ed Sheeran) - Vittalovers (Pabllo Vittar) | - Lagosta (Júlio Cocielo e Tata Estaniecki) - Batman (Demi Lovato) - Nugget (Katy Perry) - Olivia (Taylor Swift) - Piggggy (Miley Cyrus) - Thor (Gracyanne Barbosa e Belo) - Tufo (Tatá Werneck) |
| Série do Ano | Melhor Reality |
| - La casa de papel - Borges - Game of Thrones - Perrengue - The Big Bang Theory | - De Férias com o Ex Brasil - Are You the One? Brasil - Catfish BR - Keeping Up with the Kardashians - MasterChef Brasil - RuPaul's Drag Race |
| Artista Musical | Clipe do Ano |
| - Anitta - Alok - Anavitória - Iza - Ludmilla - MC Kevinho - Nego do Borel - Pabllo Vittar | - "Flutua" – Johnny Hooker (com part. de Liniker) - "Amadmol" – Projota - "Big Jet Plane" – Alok e Mathieu Koss - "Milk & Honey" – Tropkillaz (com part. de Aloe Blacc) - "Vai Malandra" – Anitta, MC Zaac e Maejor (com part. de Tropkillaz e DJ Yuri Martins) |
| Hino do Ano | Hit Internacional |
| - "Vai Malandra" – Anitta, MC Zaac e Maejor (com part. de Tropkillaz e DJ Yuri Martins) - "Contatinho" – Nego do Borel e Luan Santana - "Deixe-me Ir" – 1Kilo (Baviera, Knust e Pablo Martins) - "Pesadão" – Iza (com part. de Marcelo Falcão) - "Que Tiro Foi Esse" – Jojo Maronttinni - "Rabiola" – MC Kevinho | - "Havana" – Camila Cabello (com part. de Young Thug) - "Bad Liar" – Selena Gomez - "Finesse" – Bruno Mars (com part. de Cardi B) - "God's Plan" – Drake - "Look What You Made Me Do" – Taylor Swift - "Machika" – J Balvin, Jeon e Anitta - "New Rules" – Dua Lipa - "Wild Thoughts" – DJ Khaled (com part. de Rihanna e Bryson Tiller)                                                                               |
| Feat do Ano | Hino de Karaokê |
| - "Downtown" – Anitta e J Balvin - "Corazón" – Maluma (com part. de Nego do Borel) - "Joga Bunda" – Aretuza Lovi, Pabllo Vittar e Gloria Groove - "River" – Eminem (com part. de Ed Sheeran) - "Ta Tum Tum" – Kevinho e Simone & Simaria                                                                         | - "Envolvimento" – MC Loma e as Gêmeas Lacração - "Acordando o Prédio" – Luan Santana - "Amar, Amei" – MC Don Juan - "Regime Fechado" – Simone & Simaria - "Transplante – Marília Mendonça (com part. de Bruno e Marrone) |
| Explosão K-Pop | #Prestatenção |
| - BTS - Big Bang - Exo - Girls' Generation - Super Junior | - Jão - Abronca - Baco Exu do Blues - Clau - Froid - Gabriel Elias - Iza - Zeeba |
| Beat BR | Prêmio Transforma Miaw |
| - "Coração de Aço" – Hungria - "Afro Rep" – Rincon Sapiência - "Amadmol" – Projota - "Fogo em Mim" – Rico Dalasam (com part. de Mahal Pita) - "Lalá" – Karol Conká - "Nós Dois" – Class A - "Pantera Negra" – Emicida - "Uma Noite a Toa" Haikaiss (com part. de 1Kilo)                                          | - Marielle Franco |